# Ramón Nouvilas

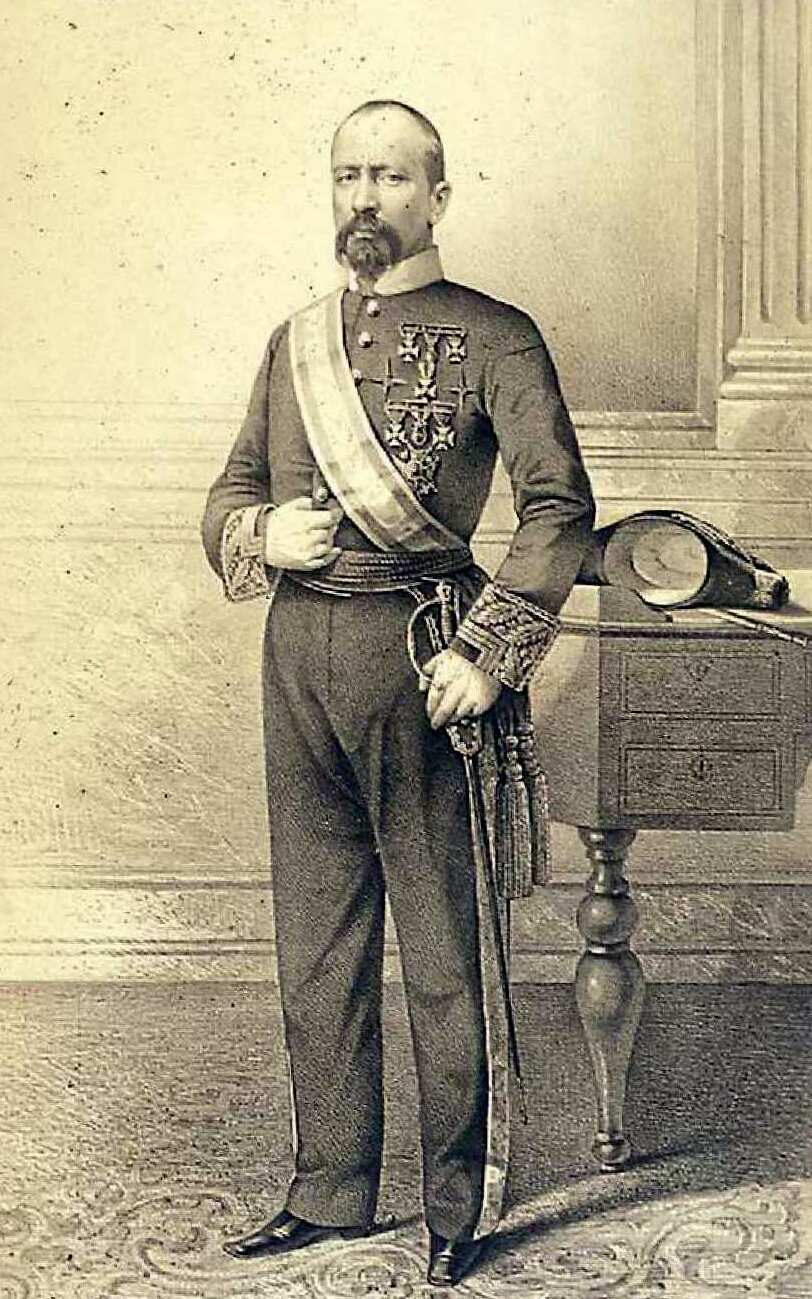
Ramón Nouvilas y Rafols (1851-1854) litografía de Rufino Casado, ilustración de Estado Mayor del Ejército Español, de Pedro Chamorro y Baquerizo. Biblioteca Nacional de España.

Ramón Nouvilas y Rafols, también citado como Nouvillas (Castellón de Ampurias, Gerona, 1812-Madrid, 1880) fue un militar español, ministro de la Guerra del 30 de abril de 1873 al 7 de junio del mismo año. 

## Biografía
Inició su carrera militar interviniendo en los diversos frentes de la Primera Guerra Carlista, en la que sufrió siete heridas de bala y fue ascendido por méritos de guerra al grado de teniente coronel. Participó posteriormente en el fracasado asalto al Palacio Real de Madrid mediante el que los pronunciados en 1841 contra Espartero trataron de hacerse con la reina y su hermana, aún niñas, para poner fin a la regencia, por lo que hubo de exiliarse en Francia. De vuelta en España en junio de 1843, tras la caída de Espartero, fue ascendido a coronel y, al frente del Regimiento de Castilla, combatió a las partidas carlistas y republicanas alzadas en Galicia y Cataluña, donde en 1849 se enfrentó a Cabrera hasta lograr su definitiva retirada y fue ascendido a mariscal de campo. Ministro del Tribunal Supremo de Guerra y Marina en 1862, en 1866 fue desterrado a las Canarias por su participación en las intentonas revolucionarias encabezadas por Prim. Tomó parte activa en el triunfo de la Revolución de 1868, tras la que fue nombrado primero capitán general de Andalucía y, posteriormente, de Cataluña, con grado de teniente general. Elegido senador por la provincia de Murcia para la legislatura 1871-1872, en su actividad parlamentaria se interesó por el juramento al rey Amadeo de Saboya y por la suerte de los militares que se habían negado a prestarlo. El 24 de agosto de 1872 fue elegido diputado por el distrito de Seo de Urgel (circunscripción de Lérida) y reelegido el 10 de mayo de 1873, elecciones en las que sobre 2511 votantes obtuvo 2511 votos. Mantuvo el escaño hasta la disolución de la Cortes el 8 de enero de 1874. 
Como diputado fue de los que votaron la proclamación de la república en 1873. Ministro de la Guerra con Estanislao Figueras, cargo para el que fue nombrado el 30 de abril de 1873, y general en jefe del Ejército del Norte, dirigió las operaciones militares encaminadas a hacer frente a la insurrección carlista pero no pudo impedir el avance de los insurrectos y su consolidación con la toma de Estella. El 7 de junio de 1873 dimitió de ambos cargos y renunció a su empleo en el Ejército, no siéndole admitida la renuncia. No aceptó la disolución de las Cortes por el general Pavía por lo que el 17 de enero de 1874 fue desterrado a las Baleares con cuatro de sus hijos, todos ellos militares. A finales de 1875, considerados un peligro para la monarquía, fueron internados en el castillo de Santa Catalina en Cádiz y de allí salió desterrado a Santa Cruz de Tenerife donde permaneció, con alguna interrupción, hasta marzo de 1879 en que se le permitió trasladarse a Madrid donde se encontraba gravemente enferma su esposa.
Presidente de la Junta Redactora de la Ordenanza General del Ejército de 1869 a abril de 1871, fue también autor de algunos tratados de táctica militar y de artículos en prensa especializada, entre ellos Táctica elemental de infantería, según el sistema actual de guerra y adelantos de las armas, Madrid, 1860, y Las tropas ligeras en campaña, Madrid, 1869.